# باسليوتيروس
باسليوتيروس (Basileuterus) هو جنس من هوازج العالم الجديد، ينتشر في أمريكا الوسطى والجنوبية. ويُعد هذا الجنس واحداً من اثنين فقط من أجناس الهوازج التي توجد بكثرة في هذه القارة الأخيرة. أصبحت بعض الأنواع التي صُنِّفت سابقاً في هذا الجنس الآن مصنفة الآن في جنس مييوثليبيس. كما أن بعض أنواع الهوازج كالهازجة الحمراء التي كانت مدرجة ضمن هذا الجنس سابقاً، أصبحت حالياً ضمن جنس كاردلينا. من المرجح أن أسلاف هذا الجنس كانوا في أمريكا الجنوبية وارتبطوا بطيور في شمال أمريكا الوسطى حتى قبل أن ترتبط القارتين، ولاحقاً، قدمت أنواع جديدة إلى تلك المنطقة.
تتميز هوازج هذا الجنس بأنها هوازج قوية مع منقار سميك. معظم أنواع هذا الجنس يكون جزءها العلوي باللون الزيتوني أو الرمادي ويكون الجزء السفلي باللون الأصفر. في حين أن رأسها غالباً ما يكون لافتاً للأنظار فهو يحتوي على هدب طويل وتاج ملون، وغالباً ما توجد كذلك علامات في رأسه.
العديد من أنواع هذا الجنس ليست مدروسة جيداً، ولكن تلك الأنواع غالباً ما تبني عشها فوق الأرض، لذلك يُفترض أن هذا من الخصائص التي يتميز بها هذا الجنس.

## الأنواع
تقدم هذه القائمة أنواع الهوزاج المنتمية لجنس باسليوتيروس مع تلك التي نُقِلت إلى جنس مييوثليبيس:
- هازجة مروحية الذيل، باسليوتيروس لاتششريموزوز (Basileuterus lachrymosus)
- هازجة رمادي وذهبي، باسليوتيروس فراسيري (Basileuterus fraseri)
- الهازجة ذات الشريطين، باسليوتيروس بيفيتاتوز (Basileuterus bivittatus)
- هازجة ذهبية البطن، باسليوتيروس تشرايسوغاستير (Basileuterus chrysogaster)
- هازجة شوكو، باسليوتيروس تشلوروفريز (Basileuterus chlorophrys)
- هازجة شاحبة الرجلين، باسليوتيروس سيجناتوز (Basileuterus signatus)
- هازجة ليموني، باسليوتيروس لوتيوفيريدز (Basileuterus luteoviridis)
- هازجة سوداء العرف، باسليوتيروس نيغروكريستاتوز (Basileuterus nigrocristatus)
- هازجة رمادية الرأس، باسليوتيروس جريسيكيبز (Basileuterus griseiceps)
- هازجة سانتا مارتا، باسليوتيروس باسيليكوز (Basileuterus basilicus)
- هازجة رمادية الحلق، باسليوتيروس سينيريكوليز (Basileuterus cinereicollis)
- هازجة بيضاء الجبهة، باسليوتيروس كونسبيسيلاتوز (Basileuterus conspicillatus)
- الهازجة ذات التاج الخمري، باسليوتيروس كوروناتوز (Basileuterus coronatus)
- الهازجة ذات التاج الذهبي، باسليوتيروس سوليكيفوروز (Basileuterus culicivorus)
- الهازجة ذات الثلاث أشرطة، باسليوتيروس تريفاسكياتوز (Basileuterus trifasciatus)
- هازجة بيضاء البطن، باسليوتيروس هيبوليوكوز (Basileuterus hypoleucus)
- الهازجة ذات القلنسوة الصهباء، باسليوتيروس روفيفرونز (Basileuterus rufifrons)
- هازجة بني وذهبي، باسليوتيروس بيلي (Basileuterus belli)
- هازجة سوداء الوجنتين، باسليوتيروس ميلانوغينيز (Basileuterus melanogenys)
- هازجة بيير، باسليوتيروس إغنوتوز (Basileuterus ignotus)
- الهازجة ذات الثلاث شرائط، باسليوتيروس تريستراتوز (Basileuterus tristriatus)
- الهزجة ذات الإطار الأبيض، باسليوتيروس ليوكوبليفاروز (Basileuterus leucoblepharus)
- الهازجة ذات الشريط الأبيض، باسليوتيروس ليوكوفريز (Basileuterus leucophrys)
- هازجة مصفرة، باسليوتيروس فلافيولوز (Basileuterus flaveolus)

## وصلات خارجية
- صور، فيديوهات، أشرطة صوتية عن باسليوتيروس على جمع الطيور على الإنترنت.